# Bukovice (Jesionik)
Bukovice (niem. Buchelsdorf) – wieś, część miasta i gminy Jesionik, położona w kraju ołomunieckim, w powiecie Jesionik, w Czechach.